# Мальдяк
Мальдяк (эвен. Малдяк — «уничтожаться», «вымирать» во время эпидемии) — прииск и посёлок в Сусуманском районе Магаданской области России, получивший своё название по ручью Мальдяк, левому притоку реки Берелёх в её среднем течении. Расположен в 35 км севернее города Сусумана.

## История
Впервые золото было обнаружено в долине ручья Мальдяк в 1935. Золотодобывающий прииск Мальдяк, основанный в 1937 году, являлся одним из самых первых, основанных на Колыме. И первым начальником прииска, а также и уполномоченным Северного горнопромышленного управления по Берелехскому району, был назначен 37-летний Михаил Андреевич Заборонок, который до этого назначения в течение 5 лет работал в Дальстрое, в том числе в 1932—1934 годах руководил строительством Нагаево-Магаданского строительного района, а в марте 1935 года был награжден орденом Трудового Красного Знамени.
В 1939 году Б. Вронский нашёл в этих местах первый на северо-востоке России железный метеорит весом 922 грамма, названный впоследствии «Мальдяк».

### ГУЛАГ
В 1930—1950-е годы на Мальдяке функционировал один из крупнейших лагерей системы ГУЛАГа, заключённые которого в тяжелейших условиях трудились на приисках. В 1939 году с 3-го августа по ноябрь в заключении на Мальдяке находился С. П. Королёв. Из известных осуждённых осенью 1937 года здесь оказались также молодой искусствовед и музейный работник Георгий Карлович Вагнер, артист и певец, солист Ленинградского академического театра оперы и балета имени С. М. Кирова Николай Степанович Артамонов, архитектор, строитель канала Москва — Волга Иван Николаевич Лихачёв. На «Мальдяк» направили и «Красного звонаря» — известного пролетарского поэта Василия Васильевича Князева. Тем не менее по пути следования к месту назначения этапом из Магадана его оставили в посёлке Атка, где он и скончался 10 ноября 1937 года.
В Мальдяковской долине находилось шесть лагерных зон, в каждой по две тысячи заключённых, которые работали на примитивных промывочных установках, из забоев подвозили на тачках золотоносные пески. В результате такого каторжного труда на полигонах погибли тысячи узников.
…Само место расположения прииска было гиблое. Старики-якуты рассказывали, что в Мальдякской долине в давние времена погибло целиком якутское стойбище. С тех пор это место якуты стали называть долиной смерти. Одно упоминание о ней на якутов наводило ужас. Они старались всегда обходить эту долину стороной. Не берусь настаивать на справедливости этой печальной истории, но на собственной шкуре испытал, что эта долина смерти вполне оправдывала своё страшное название. В декабре 1946 г. нас привезли на прииск Мальдяк 23 человека. Через четыре месяца в живых осталось только трое: Алин Даниил, Дикан Лёша, Лосев Саша. К нашему приезду в лагере находилось 800 человек, к весне осталось меньше половины. Такова арифметика.
Но умирали на «Мальдяке» не только от тяжёлых условий жизни и работы: 13 августа 1938 года на прииске по двум актам было расстреляно 159 человек. Тела всех расстрелянных затем были «зарыты в землю в районе 3-й командировки прииска „Мальдяк“».
За всю историю существования прииска «Мальдяк» на нём было добыто более 110 тонн золота. На сегодняшний день прииск Мальдяк не существует, на базе прииска организованы две крупные старательские артели: «Мальдяк» и «Элита».

## Население
| 1991 | 1992  | 1993  | 1994  | 1995  | 1996 | 1997 |
| ---- | ----- | ----- | ----- | ----- | ---- | ---- |
| 1324 | ↗1406 | ↘1239 | ↗1356 | ↗1442 | ↘780 | ↘575 |
| 1998 | 1999  | 2000  | 2001  | 2002  | 2004 | 2005 |
| ↘542 | ↘295  | ↘170  | ↗179  | ↗209  | ↘111 | ↘61  |
| 2006 | 2007  | 2008  | 2009  | 2010  | 2013 | 2019 |
| ↘38  | ↘22   | ↘8    | ↘2    | ↗108  | ↗113 | ↘95  |
| 2020 | 2021  |       |       |       |      |      |
| ↘61  | ↗175  |       |       |       |      |      |